# Hipódromo de Valencia
El Hipódromo de Valencia, Hinava o también llamado más formalmente "Hipódromo Nacional" de Valencia es un recinto deportivo multipróposito localizado en la ciudad de Valencia, la capital del Estado Carabobo al centro norte del país sudamericano de Venezuela. Está asociado al Instituto Nacional de Hipódromos de Venezuela y se encuentra cerca de la Plaza de Toros Monumental de Valencia y la Hacienda las Delicias. 
Se trata de uno de los 3 hipódromos más importantes de Venezuela, junto con el de La Rinconada en Caracas y el de Santa Rita en el Zulia. Fue inaugurado formalmente el 25 de marzo de 1983 bajo el gobierno del entonces presidente Dr. Luis Herrera Campins pero los trabajos de una primera fase se iniciaron a mediados de 1970, siendo colocada la primera piedra en 1971. Abarca 169 hectáreas, de las cuales 64 ha son solo para las caballerizas. Sus tribunas puede recibir hasta 18 mil personas. Fue inaugurado con el evento denominado Clásico "Inauguración Hipódromo de Valencia".
En el Hipódromo Nacional de Valencia se disputan las competencias (desde el cierre temporal del Hipódromo de Santa Rita) todos los viernes.